# Domus fortis

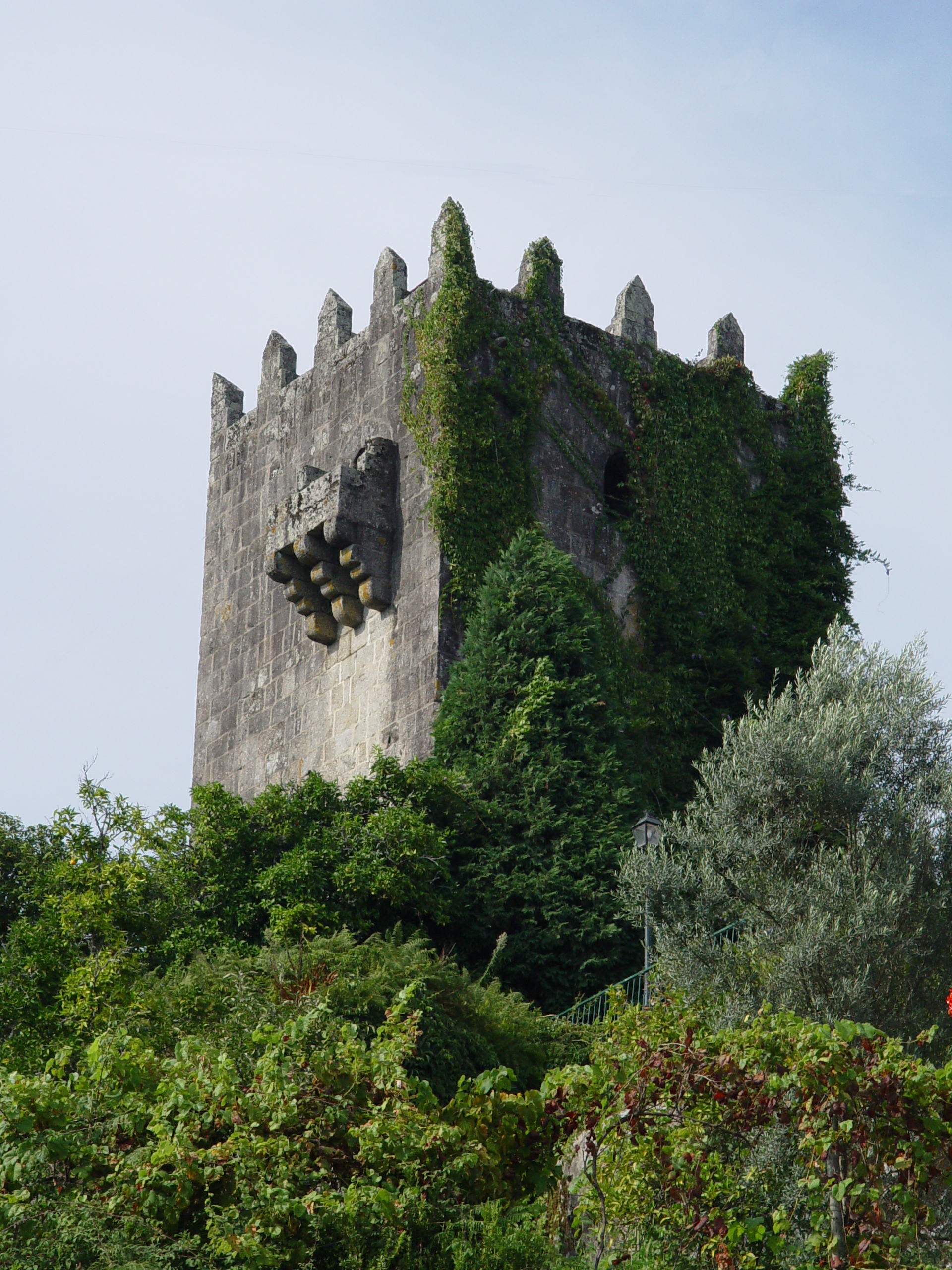
Exemplo de Domus Fortis - Torre de Penegate, Portugal.

Domus Fortis é uma designação que se refere a um género de construção, residência fortificada que surge em uso por praticamente toda a Europa nos finais do Século XII e durante todo o Século XIII.

## História
São residências senhoriais que adoptam a forma de torre. Este género de arquitectura encontra-se espalhado desde o Sul da Europa, como é o caso da Itália, e Portugal, mas também a partes mais setentrionais como é o caso da Holanda, da Inglaterra e da Alemanha.
Com a sua expansão dá-se assim um pouco por toda a Europa indo os nomes variando de Repayrium, Domus Fortis, Turrem, Fortalicium, Casa Torre ou Casa Forte. As designações Turrem, Casa Torre ou Casa Forte são as que mais aparecem na documentação Portuguesa.
Em Portugal foi nos fins do século XII que aparecem as primeiras construções deste género e igualmente usadas com o fim de residência fortificada para a defesa das terras e dos próprios Senhorios.
A torre mandada edificar na antiga São Miguel da Cunha, concelho de Braga, com inícios em Junho de 1171, por D. Lourenço Fernandes da Cunha, representa um dos mais antigos tipos destas construções em Portugal.
Com o passar dos anos foram surgindo várias destas construções pelo país ao ponto de porem em perigo no século XII e no século XIII a própria autoridade real, facto que levou o rei D. Afonso III de Portugal e D. Dinis de Portugal a tentar por fim a este tipo de construção.
Foi essa a ideia que esteve subjacente as leis de D. Dinis que em documento datados de 6 de Dezembro de 1283, manda revogar as doações e privilégios que tinha concedido desde que começara a reinar em 1279.
Os principais locais de edificação destas torres senhoriais, que tem uma implantação espacial pelo território essencialmente rural, próximas de pequenos de povoados e de cursos de água. Geralmente erguem-se sobre elevações, não de muita altura, mas que garantam condições de defesa mínima.
Surgem também em vales onde os solos são férteis e bons para a agricultura, procurando desta forma controlar as vastas propriedades que encabeçam, nunca deixando no entanto, e ao contrário das Torres de Menagem dos Castelos, de representar a moradia familiar.
Este Domus Fortis era também um poderoso símbolo, através do qual os nobres procuravam demonstrar o seu poder, afirmando-se nos domínios mesmo perante a Casa Real. Serviu também a nova nobreza como símbolo de fidalguia.

## Morfologia
Estas residências senhoriais, Casa Torre ou Casa Forte, adoptaram um género de arquitectura cujos elementos que são bastante comuns em quase todas as estruturas do género conhecidas. Apresentam uma planta quadrangular, de perfil turriforme, que foi buscar às torres de menagem romanas.
Apresentam paredes fortes, espessas, geralmente com poucas aberturas. Podem ter dois ou três pisos Sobradados. O acesso interior é feito por escadas geralmente de madeira. O primeiro piso é quase sempre maciço, sem aberturas, e muitas vezes era destinado a celeiro ou a arrecadação.
Os andares nobres possuíam para entrada de luz estreitas frestas, em alguns casos, tinham janelas nobres, com uma decoração que podia ser mais cuidada e com bancos afrontados que eram uma forma de inovação.
Os pisos sobrepunham-se sem internas, correspondendo cada uma a única divisão.
Dado muitas vezes o pouco tamanho dos compartimentos os espaços eram detentores de alguma polivalência, não obedecendo apenas a uma utilização.
A privacidade não era assim muita, dado que para passar de um compartimento para outro era necessário atravessar todos os antecedentes.
De forma a aumentar a privacidade os espaços foram organizados segundo uma ordem crescente de privacidade, de forma que os espaços menos privados se localizassem nos primeiros andares e a câmara do senhor, que requeria mais privacidade, no último andar.
Quase sempre o acesso a estas construções era feito pelo 1º andar e através de escada móvel que era rapidamente retirada em caso de conflito.
Para sair do comum existem casos em que o acesso à torre é feito a partir do rés-do-chão. Algumas torres detinham balcões com matacães e quase todas eram coroadas por ameias.
Se é um facto que algumas destas residências senhoriais da época medieval eram apenas a própria torre, outros casos houve que possuíam outras construções anexas. Destas construções de menor qualidade construtiva pouco chegou ao presente, seja porque foram construídas em materiais mais perecíveis, ou porque foram sendo alteradas, facto que aconteceu sobretudo na época manuelina, ao serem adaptadas às exigências de habitabilidade que se iam alterando.